# Мігель Перес Куеста
Міге́ль Пе́рес Куе́ста (ісп. Miguel Pérez Cuesta), більш відомий як Мі́чу (ісп. Michu; 21 березня 1986 року, Ов'єдо, Іспанія) — іспанський футболіст, атакувальний півзахисник «Лангрео».

## Статистика
Дані актуальні станом на 20 травня 2013
| Чемпіонат         | Чемпіонат         | Чемпіонат          | Ліга | Ліга | Кубок         | Кубок         | Кубок ліги            | Кубок ліги            | Континет. змаг. | Континет. змаг. | Всього | Всього |
| Сезон             | Клуб              | Ліга               | Ігри | Голи | Ігри          | Голи          | Ігри                  | Голи                  | Ігри            | Голи            | Ігри   | Голи   |
| Іспанія           | Іспанія           | Іспанія            | Ліга | Ліга | Кубок Іспанії | Кубок Іспанії | Кубок іспанської ліги | Кубок іспанської ліги | Європа          | Європа          | Всього | Всього |
| ----------------- | ----------------- | ------------------ | ---- | ---- | ------------- | ------------- | --------------------- | --------------------- | --------------- | --------------- | ------ | ------ |
| 2003-04           | Реал Ов'єдо       | Терсера Дивізіон   | 19   | 3    | —             | —             | —                     | —                     | —               | —               | 19     | 3      |
| 2004-05           | Реал Ов'єдо       | Терсера Дивізіон   | 19   | 4    | —             | —             | —                     | —                     | —               | —               | 19     | 4      |
| 2005-06           | Реал Ов'єдо       | Сегунда Дивізіон Б | 31   | 3    | —             | —             | —                     | —                     | —               | —               | 31     | 3      |
| 2006-07           | Реал Ов'єдо       | Сегунда Дивізіон Б | 31   | 3    | —             | —             | —                     | —                     | —               | —               | 31     | 3      |
| 2007-08           | Сельта Б          | Сегунда Дивізіон Б | 28   | 10   | —             | —             | —                     | —                     | —               | —               | 28     | 10     |
| 2007-08           | Сельта            | Сегунда Дивізіон   | 14   | 1    | —             | —             | —                     | —                     | —               | —               | 14     | 1      |
| 2008-09           | Сельта            | Сегунда Дивізіон   | 26   | 1    | 2             | 0             | —                     | —                     | —               | —               | 28     | 1      |
| 2009-10           | Сельта            | Сегунда Дивізіон   | 30   | 6    | 6             | 2             | —                     | —                     | —               | —               | 36     | 8      |
| 2010-11           | Сельта            | Сегунда Дивізіон   | 31   | 6    | 1             | 0             | —                     | —                     | —               | —               | 32     | 6      |
| 2011-12           | Райо Вальєкано    | Ла Ліга            | 37   | 15   | 2             | 2             | —                     | —                     | —               | —               | 39     | 17     |
| Англія            | Англія            | Англія             | Ліга | Ліга | Кубок Англії  | Кубок Англії  | Кубок Футбольної Ліги | Кубок Футбольної Ліги | Європа          | Європа          | Всього | Всього |
| 2012-13           | Свонсі Сіті       | Прем'єр-ліга       | 35   | 18   | 2             | 1             | 6                     | 3                     | —               | —               | 43     | 22     |
| Всього за кар'єру | Всього за кар'єру | Всього за кар'єру  | 303  | 71   | 16            | 5             | 6                     | 3                     | —               | —               | 325    | 79     |